# Суванна Банланґ
Суванна Банланґ (лаос. ພະເຈົ້າສຸວັນນະບັນລັງ; 1455–1485) — тринадцятий правитель королівства Лансанг.
Його правління стало епохою миру та відновлення після широкомасштабного вторгнення до країни військ Дайв'єт під проводом короля Ле Тхань Тонга. Зійшов на трон 1479 року після зречення свого батька, короля Чаккапхат Пхаєн Пхаєо, який утік зі столиці, рятуючись від наступу ворожої армії. До сходження на престол був губернатором провінції Дансай. Відповідно до лаоських хронік він командував військовими силами Лансангу у вирішальній битві проти армії Дайв'єту.

## Біографія
Таєнкхам (ім'я при народженні) був другим сином короля Чаккапхат Пхаєн Пхаєо. Коли він досягнув повноліття, отримав посаду губернатора провінції Дансай (сучасна провінція Лєй Таїланд). Увійшов в історію як герой боротьби проти дайв'єтської навали.
1478 року дайв'єтські сили вдерлись до Лансангу та розбили армію, зібрану королем Чаккапхатом та очолювану його старшим сином, принцом Коне Кео. Сили Лансангу, що складали 200 000 піхотинців і 2 000 слонів, були розбиті, при чому більшість генералів загинули, в тому числі і спадковий принц, який втопився у річці, намагаючись уникнути смерті на полі бою. Дайв'єт захопив столицю Лансангу, місто Муангсуа. Король Чаккапхатом разом з королівською родиною та всім двором утік на південь до Дансаю та далі до Нана, володінь держави Ланна.
Після взяття столиці сили Дайв'єту розділились на дві частини, одна з яких вирушила на північ, діставшись Сянгуна та регіону Сіпсонбаньна. Інша частина рушила на південь, намагаючись узяти лансанзьке військо у кліщі. В'єтнамці дістались земель Ланна, але були розбиті, коли спробували захопити Нан.
Принц Таєнкхам на чолі своєї дансайської армії перекрив шлях в'єтнамцям, які відступали. З 4 000 офіцерів, які вирушили зі столиці Дайв'єту, Танлонга, вижили лише 600. Принц Таєнкхам відвоював Муангсуа, зібрав городян, які змогли врятуватись, та відрядив посольство до свого батька з запрошенням повернутись на трон. Чаккапхат відмовився та зрікся престолу на користь свого сина Таєнкхама, який 1479 року став новим королем, узявши тронне ім'я Суванна Банланґ (букв. Золотий Трон).
Чаккапхат залишився у Нані, де й помер 1481 року. Суванна Банланґ був присутній на церемонії кремації тіла його батька та наказав збудувати ступу для збереження його праху.
Суванна Банланґ налагодив дружні відносини з державою Ланна і присвятив себе відновленню столиці, що сильно постраждала під час вторгнення військ Дайв'єту. Він помер 1486 року, не лишивши спадкоємців. Придворна рада обрала наступником Суванна Банланґа його молодшого брата, принца Таєлакона, який зайняв престол під тронним ім'ям Ла Сен Таї.